# Праволинијско разапињуће стабло
У теорији графова, праволинијско минимално разапињуће стабло (ПМРС) у скупу од н тачака у раван (или уопштеније у–ℝд). је минимално разапињуће стабло, где је тежина ивица између две тачке праволинијска удаљеност између те две тачке.

## Ставке

### Електронски дизајн
Проблем обично настаје у физичком дизајну електронских кола. Дужина жице између две тачке се природно мери праволинијски. Иако умрежавање боље представити са разапињућим Стејнеровим стаблом, ПМРС обезбеђује разумну приближну процену дужине жица.